# Антисемитизм в Японии
Антисемитизм в Японии развивался с годами, несмотря на наличие относительно небольшого и малоизвестного еврейского населения. В Японии не было традиционного антисемитизма, пока накануне Второй мировой войны не начали распространяться националистическая идеология и пропаганда. До и во время войны нацистская Германия, союзник Японии, поощряла Японию проводить антисемитскую политику. В послевоенный период экстремистские группы и идеологи пропагандировали теории заговора .

## История
В 1918 году Императорская японская армия направила в Сибирь войска для сотрудничества с Белым движением. Солдатам Белой армии были выданы копии «Протоколов сионских мудрецов», а японские солдаты впервые узнали об антисемитизме. Протоколы продолжают использоваться в качестве доказательства еврейских заговоров, хотя широко признано, что они являются подделкой.
По словам Дэвида Кранцлера :
«Ключ к различию между японской и европейской формами антисемитизма, по-видимому, лежит в давней христианской традиции отождествления еврея с дьяволом, антихристом или кем-то еще без искупления... Японцам не хватало этого христианского образа еврея, и они привнесли в свое прочтение Протоколов совершенно иную перспективу. Христианин пытался решить проблему еврея, устранив его; японцы пытались использовать его предполагаемое огромное богатство и власть в интересах Японии  .

### До Второй мировой войны
В 1925 году капитан Норихиро Ясуэ опубликовал первый перевод Протоколов на японский язык. Специалист по русскому языку, он был приписан к штабу генерала Григория Семенова, ярого антисемита, раздавшего копии Протоколов всем своим войскам. Вместе с несколькими дюжинами других японских солдат Ясуэ прочитал и принял положения Протоколов и какое-то время участвовал в различных антисемитских публикациях, в том числе в Kokusai Himitsu Ryoku no Kenkyu (国際秘密力の研究, «Исследования международного заговора») под псевдоним Хо Коси. Позже он изменил свои взгляды, когда в 1940 году Япония подписала Тройственный пакт, который официально закрепил союз Японии с нацистской Германией. Его новая просемитская позиция привела к его увольнению из японской армии.
В 1930-е годы Минетаро Яманака (山中峯太郎) писал рассказы о Юдаяке, «еврейской опасности». Главный журналист Tokyo Asahi Shimbun, Яманака был плодовитым автором детской фантастики, который с августа 1933 до конца 1934 года публиковал роман Daitō no Tetsujin (Супермен Великого Востока) в периодическом издании Shōnen Kurabu (Клуб мальчиков) читают в основном японские мальчики в возрасте от 8 до 12 лет. Герой этой истории — детектив Хонго Ёсиаки, который сражается со злодеем Секимой, главой темного Альянса Сион, еврейской секретной организации, стремящейся подорвать Японскую империю. Типичная цитата из Супермена Великого Востока :
«По всему миру разбросано около 13,5 миллионов евреев. Сотни лет назад они сожрали все богатства мира. Особенно в Соединенных Штатах, Великобритании, Франции, а также в других западных странах есть много богатых евреев, которые делают все, что хотят, с деньгами народа. . . Это богатство используется для увеличения невидимой еврейской власти по всей Европе и Соединенным Штатам. . . У этих страшных евреев есть тайное общество под названием Альянс Сион. Цель Альянса Сиона состоит в том, чтобы... чтобы всеми народами правили евреи. . . Это настоящий мировой заговор».
Яманака перестал писать после капитуляции Японии в августе 1945 года, но Kodansha Ltd. продолжала переиздавать эту серию до 1970-х годов.
В 1936 году генерал-лейтенант Нобутака Сиоден повторно перевел Протоколы на японский язык. Шиоден стал ярым антисемитом и сторонником теории еврейского заговора, когда учился во Франции. Вернувшись в Японию, он стал ведущим голосом антисемитской пропаганды.
Брайан Виктория утверждает, что Танака Тигаку пропагандировал антисемитизм в Японии, начиная с 1937 года  с публикацией Shishi-ō Zenshū Daisan-shū (Полное собрание сочинений Короля Льва), в которой он сказал:
«Говорят, что в настоящее время от шестидесяти до семидесяти процентов мировых денег находятся в руках евреев. Есть много бедных и нищих стран, которым в конечном итоге приходится принимать капитал из-за рубежа, чтобы выжить, и, следовательно, они должны подчиняться евреям, чтобы занять нужные им деньги. Обычно евреи инвестируют в транспортные средства, электростанции, железные дороги и метро. . . . Причина этого основана на содержащемся в Протоколах плане постоянно разжигать революции в различных странах, в конечном итоге приводящие к их краху. Именно тогда евреи смогут взять верх.
По словам Виктории, «Танака утверждал, что евреи разжигали социальные волнения, чтобы править миром. Он ... [указывает], что евреи выступали за либерализм, особенно в академических кругах, как часть своего плана по уничтожению морального чувства людей... С помощью таких людей, как Танака, антисемитизм быстро распространился по всему японскому обществу, несмотря на почти полное отсутствие евреев  .

### Вторая Мировая Война
В 1941 году полковник СС Йозеф Мейзингер пытался повлиять на японцев, чтобы они истребили примерно 18 000–20 000 евреев, бежавших из Австрии и Германии и живших в оккупированном японцами Шанхае . Его предложения включали создание концентрационного лагеря на острове Чунмин в дельте Янцзы или голодание на грузовых судах у берегов Китая. Японский адмирал, отвечавший за надзор за Шанхаем, не поддался давлению Майзингера; однако японцы построили гетто в районе Хонгкью , которое уже было запланировано Токио в 1939 году: трущобы с плотностью населения примерно в два раза выше Манхэттена . Гетто было строго изолировано японскими солдатами под командованием японского чиновника Кано Гхоя, и евреи могли покинуть его только с особого разрешения. Около 2000 из них погибли в Шанхайском гетто в военное время.
Однако Япония отказалась проводить официальную политику в отношении евреев. 31 декабря 1940 года министр иностранных дел Японии Ёсуке Мацуока сказал группе еврейских бизнесменов: «Я нигде не обещал, что мы будем проводить антисемитскую политику Гитлера в Японии. Это не просто мое личное мнение, это мнение Японии ». Тем не менее до 1945 года Холокост систематически скрывался руководством Токио.

Брайан Виктория также заявляет, что Хакуун Ясутани «был одним из немногих мастеров дзен, которые интегрировали яростный антисемитизм в свою провоенную позицию». Он цитирует Сюсёги Догэн Дзэндзи 1943 года Ясутани:
Мы должны знать о существовании демонических учений евреев, которые утверждают такие вещи, как [наличие] равенства в феноменальном мире, тем самым искажая общественный порядок в нашем национальном обществе и разрушая [государственный] контроль. Мало того, эти демонические заговорщики придерживаются глубоко укоренившегося заблуждения и слепой веры в то, что ... они одни были избраны Богом и [поэтому] являются исключительно высшим народом. Результатом всего этого является предательский замысел узурпировать [контроль над] всем миром и господствовать над ним, провоцируя тем самым великие потрясения сегодняшнего дня.
Хотя Ясутани был хорошо известен как друг и наставник нацистского пропагандиста Карлфрида Графа Дюркгейма, Виктория считает, что японский антисемитизм развился независимо от «сердца «доморощенной» реакционной социальной роли, которую институциональный буддизм играл в японском обществе после период Мэйдзи».

### После Второй мировой войны

#### 1970-е
30 мая 1972 года трое террористов из т. н. Красной армии Японии от имени и по поручению Народного фронта освобождения Палестины прибыли в аэропорт Лод недалеко от Тель-Авива на борту рейса 132 авиакомпании Air France из Рима. Они вошли в зону ожидания аэропорта, выхватили из ручной клади автоматическое огнестрельное оружие и открыли огонь по персоналу аэропорта и посетителям. В итоге 26 человек погибли и 80 получили ранения. В 2008 году дети одной из жертв подали в суд на Северную Корею за подготовку теракта, одного из нескольких актов, в результате которых в 1988 году страна-изгой была внесена в список государственных спонсоров терроризма . 
В конце XX века было продано много книг о японско-еврейской теории общего происхождения. Были распространены многочисленные теории и объяснения предполагаемого еврейского контроля над миром. Эти книги, называемые tondemo-bon (возмутительные или нелепые книги), содержали элементы оккультных и бульварных спекуляций.
В 1979 году была опубликована книга под названием 日本人に謝りたい あるユダヤ人の懺悔Nihonjin ni ayamaritai — Aru yudayajin no zange (Я хотел бы извиниться перед японцами: исповедь еврейского старейшины). Автор этой книги, Мордехай Мозе (モルデカイ・モーゼ), называл себя раввином, но на самом деле это был псевдоним самозваного переводчика этой книги, Масао Кубота (久保田政男). Кубота также распространил слух, что " Энола Гей " означает "Убить Императора " на идиш . Этот слух беспочвенный, но антисемиты в Японии до сих пор ему верят. 

#### 1980-е
В 1984 году была опубликована книга под названием 世界を動かすユダヤ・パワーの秘密 Sekai wo ugokasu yudaya pawah no himitsu (Секреты еврейской власти, которая контролирует мир). Эта книга основана на еврейской теории заговора. Автор Эйзабуро Сайто (斉藤栄三郎) был ведущим членом Либерально-демократической партии.
В 1986 году книга под названием ユダヤが解ると世界が見えてくるYudaya ga wakaruto sekai ga miete kuru («Смотреть на евреев — значит ясно видеть мир») стала одним из бестселлеров Японии. Эта книга также основана на Протоколах, и автор, Масами Уно (宇野正美), пишет, что ашкенази на самом деле являются потомками хазар, следовательно, они «фальшивые евреи», а сефарды — настоящие чистокровные евреи. По его словам, некоторые из японцев являются потомками Десяти потерянных колен Израиля и что японские сефарды победят ашкеназов.
В том же году книга под названием これからの１０年間 ユダヤ・プロトコール超裏読み術―あなたに起こるショッキングな現実 Yudaya purotokoru cho-urayomi-jutsu («Экспертный способ чтения еврейских протоколов») также стала одним из бестселлеров Японии. Автор, Киндзи Ядзима (矢島鈞次, 1919—1994), экономист и профессор Университета Аояма Гакуин, заявил, что, хотя Протоколы, вероятно, являются подделкой,
«… оно было составлено из результатов всех исследований, когда-либо проводившихся на евреях. . . Нет сомнения, что содержание состоит из мудрости иудеев» .
В 1987 году в журнале 歴史読本 Rekishi dokuhon («Исторический журнал») были опубликованы статьи под названием 世界、謎のユダヤSekai, nazo no yudaya («Мир загадочных евреев»), в которых утверждалось, что Уотергейтский скандал и скандалы со взятками Lockheed были еврейскими. заговоры. В нём также сообщалось, что бывший премьер-министр Какуэи Танака сказал: " Юдая Нельсон Рокфеллер ни ярарета, юдая ни ки во цукеро " [Меня поймали евреи, Нельсон Рокфеллер, опасайтесь евреев], когда его освободили под залог в 1976 году. 
В конце 1980-х годов в Японии было приобретено примерно 1,5-2 млн антисемитских книг.

#### 1990-е
В период с 1992 по 1995 год вызывающая споры буддийская религиозная группа « Аум Синрикё » также распространяла теории заговора, чтобы привлечь японских читателей в рамках своих усилий по вербовке. Его основатель, Шоко Асахара, находился под влиянием книги Гото Бена 1973 года ノストラダムスの大予言Nostradamusu no Daiyogen ( Пророчества Нострадамуса ), свободного перевода Пророчеств, ставшего бестселлером в Японии. Хидэо Мураи, один из лидеров Аум Синрикё, произнес слова « Jews got me (яп. ユダ［ヤ］にやられた yuda[ya] ni yarareta)  », когда его зарезали.
В феврале 1995 года журнал Marco Polo (マ ル コ ポ ー ロ), ежемесячный тираж 250 000 экземпляров, предназначенный для японских мужчин, опубликовал статью врача Масанори Нисиока (西 岡 昌 紀), отрицающую Холокост, в которой говорилось:
« Холокост — это выдумка. В Освенциме и других концлагерях не было газовых камер для казней. Сегодня то, что выставлено как «душегубки» на развалинах лагеря Освенцим в Польше, является послевоенной выдумкой польского коммунистического режима или Советского Союза, который контролировал страну. Ни разу, ни в Освенциме, ни на какой-либо другой территории, контролируемой немцами во время Второй мировой войны, не было «массовых убийств евреев» в «душегубках»»  .
Расположенный в Лос-Анджелесе Центр Симона Визенталя спровоцировал бойкот рекламодателей Bungei Shunju, включая Volkswagen, Mitsubishi и Cartier . Через несколько дней Bungei Shunju закрыла Marco Polo, а его редактор Казуёси Ханада ушел, как и президент Bungei Shunju Кенго Танака. 
В октябре 1999 года японское издание The Weekly Post опубликовало статью о предполагаемом приобретении Японского банка долгосрочных кредитов компанией Ripplewood Holdings, которую в статье назвали «еврейской»:
«За выкупом LTCBJ стояла сильная воля еврейского финансового капитала, который гордится своей огромной властью и охватывает мировые финансовые рынки, как тонкая сеть. Нетрудно представить, что наступление еврейского финансового капитала усилит беспощадную борьбу за выживание между компаниями, вызванную азиатским финансовым кризисом 1997 года »  .
Вскоре это вызвало сильные жалобы со стороны еврейских групп, особенно за пределами Японии. The Weekly Post быстро отозвала статью и разместила на своей домашней странице извинения. Издание объяснило свою ошибку тем, что «проблема возникла из-за стереотипного образа еврейского народа, который сложился у многих японцев».

### Текущая ситуация
С начала века Рю Ота, бывший троцкист, являлся одним из ведущих пропагандистов теории еврейского заговора. Он перевел книги Юстаса Маллинза на японский язык.
8 марта 2009 г. Соичиро Тахара (田原総一朗), политический журналист и ведущий программы Sunday Project телеканала Asahi, рассказал Макико Танаке, что ее отец, бывший премьер-министр Какуэй Танака, был «прикончен Америкой, евреями и Одзава (лидер Демократической партии Японии ) тоже был убит [Америкой и/или евреями]» во время прямого эфира. Центр Симона Визенталя подверг Тахару резкой критике за антисемитские и антиамериканские обвинения.
В 2014 году 31 муниципальная библиотека в Японии сообщила о том, что 265 экземпляров «Дневника молодой девушки » Анны Франк и других книг подверглись актам вандализма , обычно с вырванными страницами. Генеральный секретарь кабинета министров Ёсихидэ Суга заявил, что полиция проводит расследование. Японский политик Нариаки Накаяма заявил, что это действие не могло быть совершено японцем, заявив, что это противоречит чувствам японцев. 36-летний мужчина был арестован в связи с вандализмом 14 марта , однако в июне прокуратура объявила, что не будет выдвигать обвинения после того, как психиатрическая экспертиза показала, что мужчина был психически недееспособным .
Согласно телефонному опросу 500 человек, проведенному ADL, 23% +/- 4,4% взрослого населения Японии придерживаются антисемитских взглядов. Кроме того, исследование показывает, что 46% населения согласны с утверждением «евреи думают, что они лучше других людей», и что почти половина респондентов (49%) считают, что «евреи более лояльны к Израилю, чем к Японии. "  Однако журналист Джесси Сингал раскритиковал этот опрос как необоснованно упрощенный в своей классификации «антисемитских настроений».

## Смотрите также
- История евреев в Японии
- Израильско-японские отношения
- Новые левые в Японии (Синсайоку )
  - Резня в аэропорту Лод
- Чиуне Сугихара
- Шанхайское гетто

## Примечание
1. ↑  Esther Webman, The Global Impact of the Protocols of the Elders of Zion: A Century-Old Myth, Jewish Studies Series, Routledge, 2012. ISBN 1136706100
2. 1 2 3  Japanese, Nazis & Jews: The Jewish Refugee Community in Shanghai, 1938-1945 by David Kranzler. p. 207.
3. ↑  David S. Wyman, Charles H. Rosenzveig, Charles H. Rosenzveig, The World Reacts to the Holocaust, JHU Press, 1996 ISBN 0801849691
4. ↑  Jacob Kovalio, The Russian Protocols of Zion in Japan: Yudayaka/Jewish Peril Propaganda and Debates in the 1920s, Vol. 64 of Asian Thought and Culture, Peter Lang, 2009 ISBN 1433106094; pp. 32-34.
5. ↑  Jacob Kovalio, The Russian Protocols of Zion in Japan: Yudayaka/Jewish Peril Propaganda and Debates in the 1920s, Vol. 64 of Asian Thought and Culture, Peter Lang, 2009 ISBN 1433106094; pp. 32-34.
6. 1 2 3 4  Brian Victoria, Zen War Stories, London and New York: Routledge Curzon, 2003; p. 80.
7. ↑  Tanaka Chigaku, Shishi-ō Zenshū Daisan-shū, (Complete Works of the Lion King, Part Three), vol. 6, 1937, Tokyo: Shishi-o Bunko.
8. ↑  Marvin Tokayer and Mary Swartz, The Fugu Plan: The Untold Story of The Japanese And The Jews During World War II, Gefen Publishing House Ltd, 2004. ISBN 9652293296
9. ↑  O'Neill, Mark, "A Saved Haven: Plans to rejuvenate Shanghai's rundown former Jewish ghetto will celebrate the district's role as a sanctuary during the Second World War", South China Morning Post, August 1, 2006; Features: Behind the News; p. 11.
10. ↑  Jane Shlensky, "Considering Other Choices: Chiune Sugihara's Rescue of Polish Jews," North Carolina School of Science and Mathematics Durham, NC, 2003, p. 6. Дата обращения: 8 июля 2013. Архивировано из оригинала 8 марта 2012 года.
11. ↑  Patrick E. Tyler, "Jews Revisit Shanghai, Grateful Still that it Sheltered Them." New York Times, June 29, 1994. Дата обращения: 8 ноября 2022. Архивировано 25 июля 2021 года.
12. ↑  Heppner, Ernest G., "Strange Haven: A Jewish Childhood in Wartime Shanghai (review)" Архивная копия от 4 марта 2016 на Wayback Machine, in Shofar: An Interdisciplinary Journal of Jewish Studies, Volume 19, Number 3, Spring 2001, pp. 160–161.
13. ↑  Ernest G. HeppnerShanghai Refuge – A Memoir of the World War II Jewish Ghetto, Bison books, U of Nebraska Press, 1993 ISBN 0803223684.
14. 1 2  Daniel Ari Kapner and Stephen Levine, "The Jews of Japan," Jerusalem Letter, No. 425 24 Adar I 5760 / 1 March 2000, Jerusalem Center for Public Affairs. Дата обращения: 8 ноября 2022. Архивировано 8 ноября 2010 года.
15. ↑  Haku'un Yasutani, Dōgen Zenji to Shūshōgi (道元禅師と修證義). Tōkyō: Fujishobō, 1943, p. 19.
16. ↑  CBC News, The Fifth Estate, «Fasten Your Seatbelts: Ben Gurion Airport in Israel», 2007.
17. ↑  Iam Buruma, "The Jewish Conspiracy in Asia, " Project Syndicate 6 Feb 2009. Дата обращения: 8 ноября 2022. Архивировано 31 октября 2015 года.
18. ↑  Adam Garfinkle, Jewcentricity: Why the Jews Are Praised, Blamed, and Used to Explain Just About Everything, John Wiley & Sons, 2009 ISBN 047059781X
19. ↑  Michael L. Beeman, Public Policy and Economic Competition in Japan: Change and Continuity in Antimonopoly Policy, 1973—1995 Nissan Institute/Routledge Japanese Studies, Routledge, 2003 ISBN 1134533780
20. ↑  Abraham H. Foxman, Jews and Money: The Story of a Stereotype, Macmillan, 2010; p. 76. ISBN 9781136706103
21. ↑  Esther Webman, The Global Impact of the Protocols of the Elders of Zion: A Century-Old Myth, Jewish Studies Series, Routledge, 2012. ISBN 1-136-70610-0
22. ↑  Anti-semitism (англ.). Encyclopedia.com. Дата обращения: 17 августа 2024. Архивировано 17 августа 2024 года.
23. ↑  Shoko Asahara, Nosutoradamusu himitsu no Daiyogen, [The Secret Prophecy of Nostradamus], Tokyo, Aum Shuppan, 1991.
24. ↑  Lifton, Robert Jay. Destroying the World to Save It: Aum Shinrikyo, Apocalyptic Violence, and the New Global Terrorism. — Macmillan, 2000. — P. 45–. — ISBN 978-0-8050-6511-4.
25. ↑  Miyazaki, Manabu. Oumu kaitai : Miyazaki Manabu vs Jōyū Fumihiro :  [яп.]. — Tōkyō : Raiin Shuppan, 2000年. — P. 40–42. — ISBN 4-947737-15-08.
26. ↑  Yoshio Ono (小野義雄). 落としの金七事件簿: 名刑事が遺した熱き捜査魂 :  [яп.]. — 産経新聞, September 2007年. — P. 293. — ISBN 978-4-86306-026-5.
27. ↑  "謎の放送事故"の真実〜殺人放送事故 (2020年5月4日) (яп.). Weekly Jitsuwa (4 мая 2020). Дата обращения: 7 мая 2021. Архивировано 15 мая 2020 года.
28. ↑  Masanori Nishioka, "The Greatest Taboo of Postwar World History: There Were No Nazi 'Gas Chambers'" Marco Polo, February 1995.
29. ↑  Toshikawa Takao, "Jewish Capital Accelerates the Law of the Jungle," quoted in Jews in the Japanese Mind: The History and Uses of a Cultural Stereotype, Studies of modern Japan, Lexington Books, 2000; pp. 276-78. ISBN 0739101676
30. ↑  Wiesenthal Center Denounces Japanese TV News Personality For Blaming Political Scandals on America and the Jews Архивировано {{{2}}}., March 9, 2009
31. ↑  ja:アンネの日記破損事件
32. ↑  Martin Fackler, "Hundreds of Anne Frank Books Vandalized in Japan," New York Times, Feb. 21, 2014. Дата обращения: 8 ноября 2022. Архивировано 8 ноября 2022 года.
33. ↑  Wiesenthal Center Expresses Shock and Deep Concern Over Mass Desecrations of The Diary of Anne Frank in Japanese Libraries. Дата обращения: 8 марта 2014. Архивировано из оригинала 10 августа 2017 года.
34. ↑  Hundreds of Copies of Anne Frank Diaries Vandalized around Tokyo Архивировано {{{2}}}.
35. ↑  Abdul Kuddus, "Japan arrests man over Anne Frank book vandalism". Дата обращения: 8 ноября 2022. Архивировано 13 мая 2019 года.
36. ↑  "No charges for Japanese in Anne Frank diary vandalism case." The Straits Times, 19 June 2014. Дата обращения: 8 ноября 2022. Архивировано 2 ноября 2014 года.
37. ↑  ADL global 100: Japan. ADL. Дата обращения: 31 марта 2016. Архивировано 21 ноября 2019 года.
38. ↑  Jesse Singal, "The ADL’s Flawed Anti-Semitism Survey," New York Magazine, May 14, 2014. Дата обращения: 8 ноября 2022. Архивировано 7 ноября 2017 года.